# Purpurni svišč
Purpurni svišč (znanstveno ime Gentiana purpurea) je trajnica iz družine sviščevk.

## Opis
Purpurni svišč zraste od 20 do 60 cm visoko in ima valjasto, mehko korenino. Listi so jajčasto suličasti. Spodnji imajo peclje, zgornji pa so sedeči. Cvetovi so zvonasti in purpurno rdeče barve, znotraj pa so rumenkasti.
Raste na rušnatih, vlažnih pobočjih apnenčastih tleh na nadmorski višini od 1000 do 2750 metrov, kjer cveti od julija do septembra.